# Élections législatives serbes de 2020
Les élections législatives serbes de 2020 ont lieu le 21 juin 2020 afin de renouveler les 250 sièges de l'Assemblée de la Serbie. Initialement prévues pour le 26 avril 2020, les élections sont reportées en raison de la pandémie de COVID-19 qui touche alors le pays. Les élections provinciales en Voïvodine et les élections municipales ont lieu simultanément.
Les élections sont marquées par la victoire sans appel de la coalition menée par le Parti progressiste serbe au pouvoir et ses alliés, dans le contexte d'un boycott de nombreux partis d'opposition qui ne considèrent pas les conditions d'organisation du scrutin comme démocratiques.

## Contexte
Les législatives d'avril 2016 ont lieu de manière anticipée deux ans avant la date prévue à l'initiative du président du gouvernement Aleksandar Vučić dans l'objectif d'obtenir une majorité étendue afin de mettre en œuvre son programme de réforme. Conservateur, nationaliste et pro-européen, le Parti progressiste (SNS) dirigé par Vučić est alors au pouvoir au sein d'un gouvernement de coalition avec le Parti socialiste (SPS) de l'ex-chef du gouvernement, Ivica Dačić.

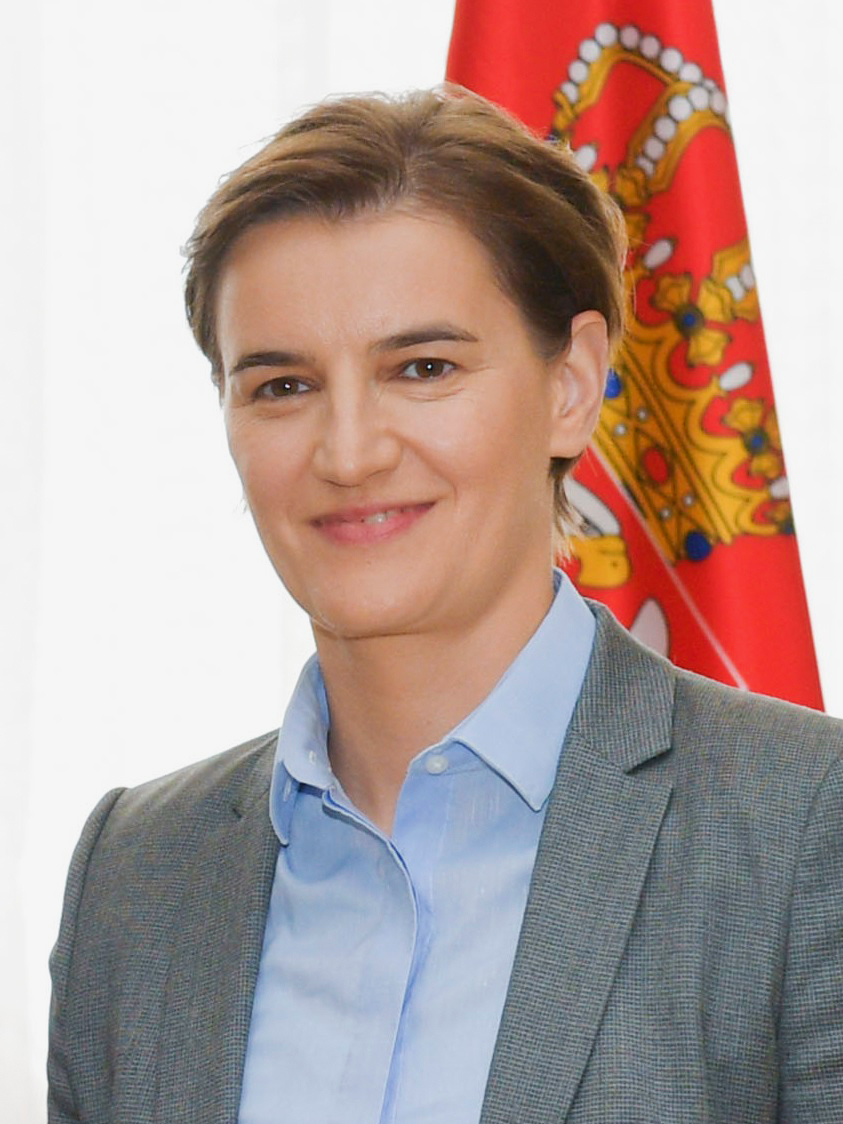
Ana Brnabić

Vučić gagne son pari, le SNS remportant 48,25 % des voix et la majorité absolue à l'assemblée avec 131 sièges sur 250. Il reconduit malgré tout son alliance avec le parti socialiste. Le 11 août, l'Assemblée nationale vote la confiance au Gouvernement Vučić II par 163 voix pour et 62 contre.
Moins d'un an plus tard, Aleksandar Vučić est élu président de la République dès le premier tour de la présidentielle d'avril 2017 avec 55,06 % des voix. Ana Brnabić lui succède à la tête du gouvernement, devenant par la même occasion la première femme, la première personne ouvertement homosexuelle et la première d'origine croate à exercer cette fonction.
En janvier 2019, Aleksandar Vučić déclare qu'il est possible d'organiser des élections anticipées « au cours de l'année 2019 ». Les observateurs ont noté que cela était très probable car cela permettrait au SNS de faire des gains électoraux avant de devoir faire des compromis sur des décisions impopulaires concernant le statut du Kosovo.
En mai 2019, la Commission européenne, dans son rapport sur la Serbie de 2019, critique les conditions du déroulement des élections et exprime de graves préoccupations concernant la liberté de la presse. Elle déclare que les institutions démocratiques sont visées, en particulier l'Assemblée nationale, et qu'il est urgent de créer un espace pour un véritable débat multipartite et des conditions pour une participation significative de l'opposition au Parlement.
Le système politique serbe est considéré par les analystes comme un « système autoritaire concurrentiel ». Pour Dusan Spasojevic, professeur de sciences politiques à l'université de Belgrade, « on a une concurrence mais les protagonistes ne sont pas égaux ». Les médias serbes sont généralement proches du parti au pouvoir, et les employés du secteur public sont incités à voter en faveur de celui-ci.
L'organisation américaine Freedom House estime que la Serbie n'est plus une démocratie mais un « régime hybride ».

### Manifestations anti-gouvernementales
Dès novembre 2018, Vučić est mis sous pression par des manifestations pacifiques à Belgrade et dans d'autres villes, l'opposition exigeant davantage de liberté des médias, ainsi que des élections libres et équitables et des démissions ministérielles. Ces protestations ont été précipitées par une attaque contre Borislav Stefanović, l'un des dirigeants de la coalition d'opposition nouvellement formée, l'Alliance pour la Serbie (en). Il s'agit des manifestations anti-gouvernementales (en) les plus importantes depuis l'arrivée au pouvoir de Vučić en 2012, les rapports des médias estimant que la participation aux manifestations se situe entre 25 000 et 70 000 personnes. Parallèlement aux manifestations, Vučić organise des rassemblements dans tous les districts de la Serbie.
Après la manifestation d'opposition la plus massive, le 13 avril 2019, un comité d'experts a été présenté, chargé de formuler les revendications  des manifestations. Tout en compilant un certain nombre de revendications et recommandations, il a conclu que les conditions pour l'organisation d'élections libres et équitables ne sont pas rassemblées,,. En septembre 2019, les organisateurs des manifestations appellent au boycott des prochaines élections car aucune des recommandations du comité d'experts n'est reprise.
La décision du SNS d'abaisser le seuil électoral de 5 à 3 % a été critiquée par de nombreux observateurs et partis d'opposition, estimant que ce point n'était pas un sujet de négociation,,,.

### Report
Initialement prévus pour le 26 avril 2020, le scrutin est repoussé à une date indéterminée en raison de la propagation de la pandémie de coronavirus dans le pays, qui pousse le gouvernement à décréter l'état d'urgence le 15 mars. Début mai, le gouvernement décide finalement de fixer le scrutin au 21 juin.
Le site d’investigation BIRN indique en juin 2020 que le gouvernement a dissimulé près des deux tiers des décès dus au Covid-19 afin d'éviter un nouveau report des élections.

## Système électoral

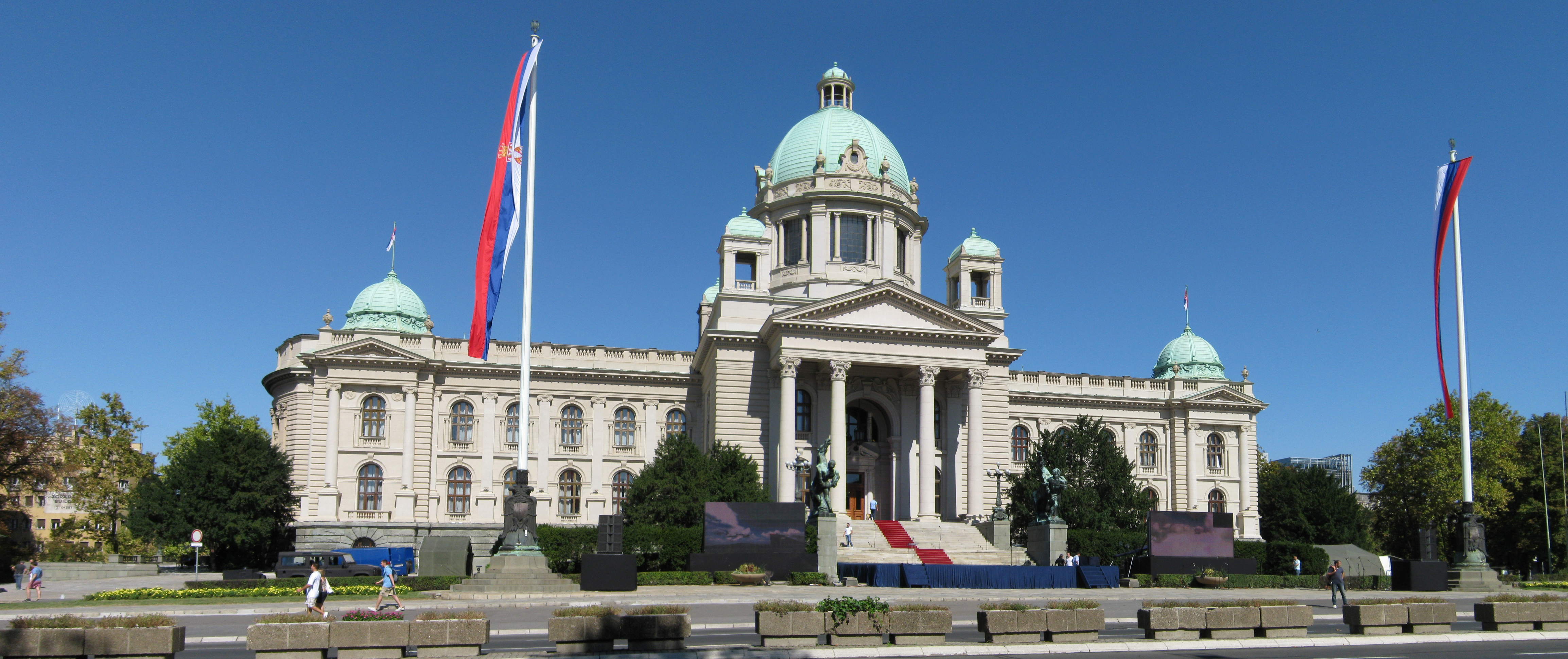
Le bâtiment de l'assemblée sur la place Nikola Pašić à Belgrade.

L'Assemblée nationale est un parlement unicaméral doté de 250 sièges pourvus pour quatre ans au scrutin proportionnel plurinominal avec listes bloquées dans une unique circonscription électorale nationale. Les sièges sont répartis selon la méthode d'Hondt à tous les partis ayant franchi le seuil électoral de 3 % du total des votants — contre 5 % auparavant — y compris les suffrages blancs et nuls. Les partis représentant une minorité nationale sont cependant affranchis de ce seuil, pour peu qu'ils aient été reconnus comme tels à leur demande par la Commission électorale de la République,.

## Forces en présence
En juin 2018, les partis d'opposition organisent des pourparlers pour former une alliance, devenue possible avec l'élection du dirigeant du Parti démocrate, favorable à la formation de l'alliance avec Dragan Đilas, le Mouvement des citoyens libres (en) (PSG) et le Parti populaire (NS). Cette coalition, intitulée Alliance pour la Serbie (en) (SZS), comprend principalement des partis europhiles mais compte dans ses rangs également des partis eurosceptiques comme le mouvement Mouvement Dveri.
Presque tous les partis d'opposition, excepté le Parti démocrate de Serbie, Ça suffit (en), l'Alliance patriotique serbe (en) et le mouvement Ne Da Vi Mo Beograd, ont pris l'engagement en février 2019 de boycotter les élections de 2020 si elles sont jugées irrégulières.
| Coalitions et partis Nom de la liste                                                                               | Coalitions et partis Nom de la liste | Idéologie | Tête de liste                | Résultats en 2016            |
| --- | --- | --- | ---------------------------- | ---------------------------- |
| | Coalition Parti progressiste serbe (SNS) - Parti social-démocrate de Serbie (SDP) - Parti des retraités unis de Serbie (PUPS) - Mouvement serbe du renouveau (SPO) - Mouvement des socialistes (PS) - Mouvement Force de la Serbie (PSS – BK) - Parti populaire serbe (en) (SNP) | Attrape-tout ou Centre droit à droite National-conservatisme, conservatisme, libéralisme économique, europhilie | Branislav Nedimović          | 49,71 % des voix 131 députés |
| Aleksandar Vučić — Pour nos enfants                                                                                | | Attrape-tout ou Centre droit à droite National-conservatisme, conservatisme, libéralisme économique, europhilie | Branislav Nedimović          | 49,71 % des voix 131 députés |
| | Coalition Parti socialiste de Serbie (SPS) - Serbie unie (JS) - Parti communiste (KP) - Verts de Serbie (ZS) | Centre gauche Social-démocratie, nationalisme de gauche, europhilie                                             | Ivica Dačić                  | 11,28 % des voix 29 députés  |
| Ivica Dačić - Parti socialiste de Serbie, Serbie unie - Dragan Marković Palma                                      | | Centre gauche Social-démocratie, nationalisme de gauche, europhilie                                             | Ivica Dačić                  | 11,28 % des voix 29 députés  |
| | Parti radical serbe (SRS) | Droite à extrême droite Nationalisme, national-conservatisme, euroscepticisme, russophilie                      | Vojislav Šešelj              | 8,34 % des voix 22 députés   |
| Dr Vojislav Šešelj — Parti radical serbe                                                                           | | Droite à extrême droite Nationalisme, national-conservatisme, euroscepticisme, russophilie                      | Vojislav Šešelj              | 8,34 % des voix 22 députés   |
| | Alliance des Magyars de Voïvodine (VMSZ) | Centre droit Défense de la minorité magyare de Serbie, régionalisme, libéral-conservatisme                      | Bálint Pásztor               | 1,54 % des voix 4 députés    |
| Alliance des Magyars de Voïvodine — István Pásztor                                                                 | | Centre droit Défense de la minorité magyare de Serbie, régionalisme, libéral-conservatisme                      | Bálint Pásztor               | 1,54 % des voix 4 députés    |
| | Alliance patriotique serbe (en) (SPAS) | Centre droit à droite Conservatisme social, populisme de droite, familialisme, favorable à la décentralisation  | Aleksandar Šapić             | Nv.                          |
| Aleksandar Šapić — Victoire pour la Serbie                                                                         | | Centre droit à droite Conservatisme social, populisme de droite, familialisme, favorable à la décentralisation  | Aleksandar Šapić             | Nv.                          |
| | Coalition Mouvement pour la restauration du royaume de Serbie (en) (POKS) - Mouvement monarchiste serbe | Centre droit Monarchisme, conservatisme, europhilie, anti-communisme                                            | Žika Gojković                | Nouveau                      |
| Pour le royaume de Serbie (Mouvement pour la restauration du royaume de Serbie, Front monarchiste) - Žika Gojković | | Centre droit Monarchisme, conservatisme, europhilie, anti-communisme                                            | Žika Gojković                | Nouveau                      |
| | Coalition Ligue des sociaux-démocrates de Voïvodine (LSV) - Parti de Voïvodine (VP) - Parti monténégrin (CP) - Ligue démocratique des Croates de Voïvodine (DSHV) - Parti de la Serbie moderne (en) (SMS) - Forum démocratique civique (en) (GDF)                                | Centre gauche à centre droit régionalisme, favorable à la décentralisation, europhilie, social-libéralisme      | Marko Đurišić                | Nouveau                      |
| Serbie démocratique unie                                                                                           | | Centre gauche à centre droit régionalisme, favorable à la décentralisation, europhilie, social-libéralisme      | Marko Đurišić                | Nouveau                      |
| | Parti serbe des gardiens du serment | Droite à extrême droite Conservatisme, euroscepticisme, nationalisme, russophilie                               | Milica Đurđević Stamenkovski | Nouveau                      |
| Milica Đurđević Stamenkovski - Parti serbe Zavetnici                                                               | | Droite à extrême droite Conservatisme, euroscepticisme, nationalisme, russophilie                               | Milica Đurđević Stamenkovski | Nouveau                      |
| | Coalition Parti de la justice et de la réconciliation (SPP) - Parti démocratique des Macédoniens (DPM) | Droite régionalisme, conservatisme social                                                                       | Muamer Zukorlić (en)         | 0,86 % des voix 2 députés    |
| Académicien Muamer Zukorlić - Droit devant - Parti Justice et Réconciliation - Parti démocratique des Macédoniens  | | Droite régionalisme, conservatisme social                                                                       | Muamer Zukorlić (en)         | 0,86 % des voix 2 députés    |

## Sondages
Le résultat le plus élevé pour chaque sondage est affiché en gras et l'arrière-plan est ombré dans la couleur du parti concerné. Dans le cas où il y a une égalité, aucun chiffre n'est ombré. Lorsqu'un sondage spécifique n'affiche pas de chiffre pour un parti, la cellule du parti correspondant à ce sondage est affichée avec un trait d'union (-). Est indiquée la date à laquelle le sondage a été effectué, par opposition à la date de publication. Cependant, si cette date n'est pas connue, la date de publication est indiquée à la place. Seuls les sondages réalisés à partir du début de la campagne officielle sont présentés.
Les résultats du SNS dans les différents sondages indiquent les estimations pour le parti lui-même, bien qu'il fonctionne généralement au sein d'une large coalition comprenant, outre le SNS en tant que plus grand parti, le Parti social-démocrate de Serbie, le Parti des retraités unis de Serbie, Nouvelle Serbie, le Mouvement serbe du renouveau, le Mouvement des socialistes, le Mouvement Force de la Serbie, le Parti démocratique indépendant de Serbie et le Parti populaire serbe (en). 
| Sondeur     | Date        | SPS  | #1of5m (en) | LSV - SMS (en) GDF (en) - S21 | DSS | SNS  | SPAS (en) | POKS (en) | SRS | Zavetnici (sr) | Autres |
| ----------- | ----------- | ---- | ----------- | ----------------------------- | --- | ---- | --------- | --------- | --- | -------------- | ------ |
| Sondeur     | Date        |      |             |                               |     |      |           |           |     |                |        |
| Faktor plus | 9 mars 2020 | 15,1 | 2,8         | 3,0                           | 3,0 | 59,8 | 4,8       | 2,1       | 3,5 | 2,3            | 3,6    |

## Résultats
|                          |                                                        |           |       |       |        |               |  |  |  |  |  |  |  |  |
| Parti ou coalition       | Parti ou coalition                                     | Voix      | %     | +/–   | Sièges | +/–           |  |  |  |  |  |  |  |  |
|                          | Coalition SNS - SDP - PUPS - SPO - PS - PSS – BK - SNP | 1 953 998 | 63,02 | 13,31 | 188    | 57            |  |  |  |  |  |  |  |  |
|                          | Coalition SPS – JS – KP – ZS                           | 334 333   | 10,78 | 0,50  | 32     | 3             |  |  |  |  |  |  |  |  |
|                          | Alliance patriotique serbe (SPAS)                      | 123 393   | 3,98  | Nv    | 11     | 11            |  |  |  |  |  |  |  |  |
|                          | Coalition monarchiste POKS - CMM                       | 85 888    | 2,77  | Nv    | 0      | en stagnation |  |  |  |  |  |  |  |  |
|                          | Ça suffit !                                            | 73 953    | 2,39  | 3,82  | 0      | 16            |  |  |  |  |  |  |  |  |
|                          | Parti démocrate (DS)                                   | 72 085    | 2,32  | 2,87  | 0      | 12            |  |  |  |  |  |  |  |  |
|                          | Alliance des Magyars de Voïvodine (VMSZ)               | 71 893    | 2,32  | 0,78  | 9      | 5             |  |  |  |  |  |  |  |  |
|                          | Parti radical serbe (SRS)                              | 65 954    | 2,13  | 6,21  | 0      | 22            |  |  |  |  |  |  |  |  |
|                          | Mouvement des citoyens libres                          | 50 765    | 1,64  | Nv    | 0      | en stagnation |  |  |  |  |  |  |  |  |
|                          | Parti serbe des gardiens du serment (SSZ)              | 45 950    | 1,48  | Nv    | 0      | en stagnation |  |  |  |  |  |  |  |  |
|                          | Santé pour la victoire (ZS-BS)                         | 33 435    | 1,08  | Nv    | 0      | en stagnation |  |  |  |  |  |  |  |  |
|                          | Coalition SPP - DPM                                    | 32 170    | 1,04  | Nv    | 4      | 4             |  |  |  |  |  |  |  |  |
|                          | Serbie démocratique unie                               | 30 591    | 0,99  | Nv    | 0      | en stagnation |  |  |  |  |  |  |  |  |
|                          | Alternative démocratique albanaise                     | 26 437    | 0,85  | Nv    | 3      | 3             |  |  |  |  |  |  |  |  |
|                          | Parti d'action démocratique du Sandžak                 | 24 676    | 0,80  | 0,02  | 3      | 1             |  |  |  |  |  |  |  |  |
|                          | Mouvement Leviathan                                    | 22 691    | 0,73  | Nv    | 0      | en stagnation |  |  |  |  |  |  |  |  |
|                          | 1 sur 5 millions                                       | 20 265    | 0,65  | Nv    | 0      | en stagnation |  |  |  |  |  |  |  |  |
|                          | Coalition pour la paix                                 | 10 158    | 0,33  | Nv    | 0      | en stagnation |  |  |  |  |  |  |  |  |
|                          | Bloc du peuple (NS-NSP)                                | 7 873     | 0,25  | Nv    | 0      | en stagnation |  |  |  |  |  |  |  |  |
|                          | Que les masques tombent (ZS-NS)                        | 7 805     | 0,25  | Nv    | 0      | en stagnation |  |  |  |  |  |  |  |  |
|                          | Parti russe                                            | 6 295     | 0,20  | 0,18  | 0      | en stagnation |  |  |  |  |  |  |  |  |
|                          |                                                        |           |       |       |        |               |  |  |  |  |  |  |  |  |
| Suffrages exprimés       | Suffrages exprimés                                     | 3 100 608 | 96,33 |       |        |               |  |  |  |  |  |  |  |  |
| Votes blancs et nuls     | Votes blancs et nuls                                   | 118 155   | 3,67  |       |        |               |  |  |  |  |  |  |  |  |
| Total                    | Total                                                  | 3 218 763 | 100   | –     | 250    | en stagnation |  |  |  |  |  |  |  |  |
| Abstentions              | Abstentions                                            | 3 365 613 | 51,12 |       |        |               |  |  |  |  |  |  |  |  |
| Inscrits / participation | Inscrits / participation                               | 6 584 376 | 48,88 |       |        |               |  |  |  |  |  |  |  |  |

## Analyse et conséquences
- SNS - SDP - PUPS - SPO - PS - PSS – BK - SNP

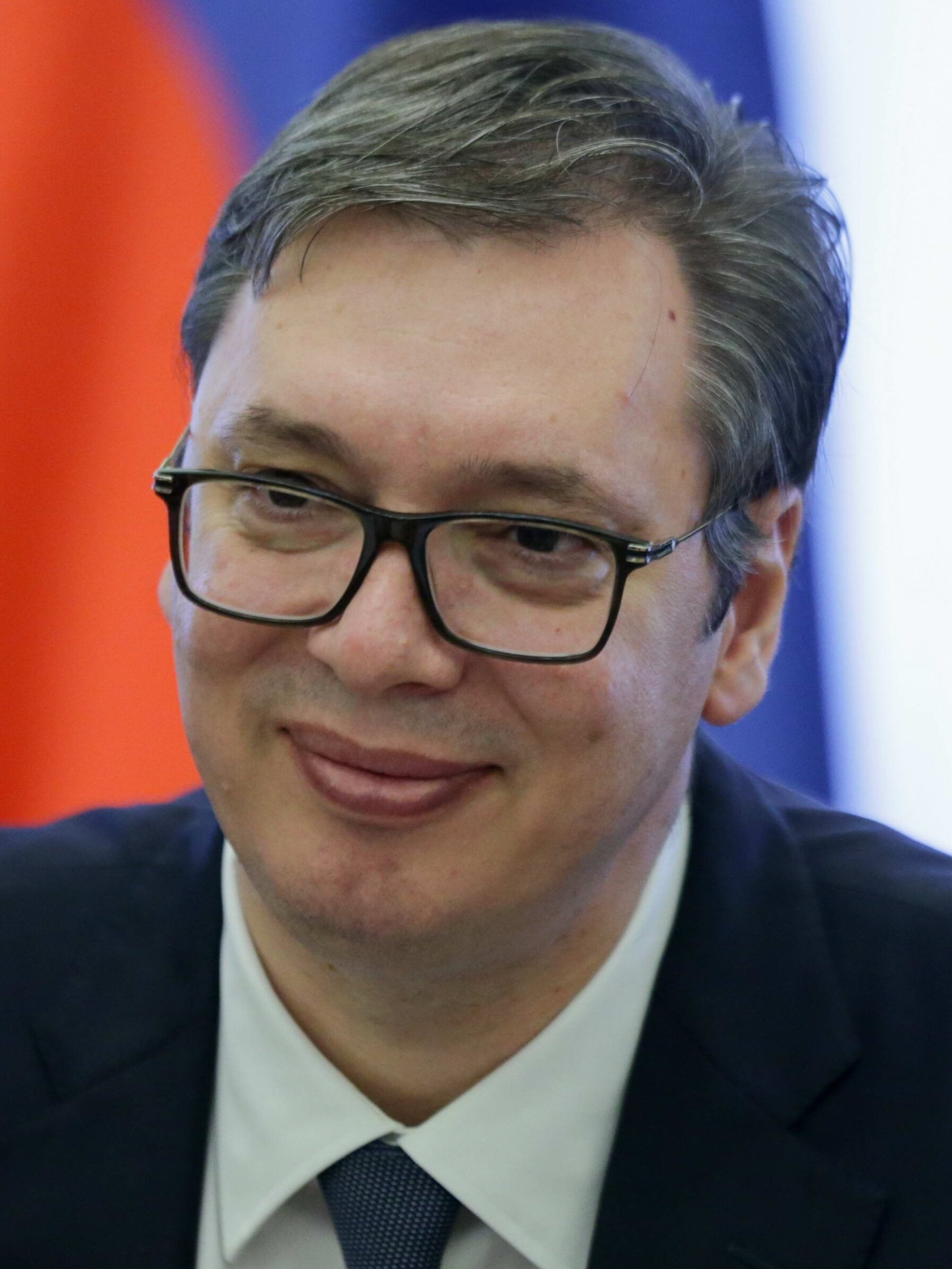
Le président serbe Aleksandar Vučić.

Liste arrivée en tête par circonscriptions :
SNS - SDP - PUPS - SPO - PS - PSS – BK - SNP

La victoire de la coalition menée par le Parti progressiste serbe est qualifiée de « raz de marée électoral » par les observateurs, celle-ci réunissant près de 61 % des suffrages et 189 sièges sur 250, bien au-delà de la majorité absolue nécessaire pour gouverner. Bien qu'en deuxième position, son ancien partenaire de coalition, le Parti socialiste de Serbie, ne réunit que 10 % des suffrages et 32 sièges. Le reste est remporté par plusieurs partis mineurs bénéficiant pour certains des facilités liés à leur statut de parti ethnique. La victoire du gouvernement sortant intervient cependant dans le contexte d'un boycott de nombreux partis d'opposition qui ne considèrent pas les conditions d'organisation du scrutin comme démocratiques et dénoncent une dérive autoritaire,.
Les résultats sont annulés dans 234 bureaux de vote en raison d'irrégularités, entrainant l'organisation d'un nouveau vote le 1er juillet dans les zones concernées. Ces élections partielles confirment à nouveau la victoire du Parti progressiste serbe.
Bien que ne disposant que de peu de pouvoirs constitutionnels, le président Aleksandar Vučić est fortement associé à cette victoire électorale. Renforcé par sa gestion de la crise liée au coronavirus et bénéficiant d'une importante popularité, Vučić a les coudées franches pour s'engager dans des négociations sur la reconnaissance du Kosovo, dont les élections l'année précédente ont abouti quelques mois plus tôt à un nouveau gouvernement favorable à leurs reprise.

## Suites
Quelques jours à peine après les résultats, la Serbie fait état d'une recrudescence soudaine de cas de coronavirus, qui amène le gouvernement à rétablir le confinement de la population, dont les conditions en avait fait en mars l'un des plus stricts d'Europe. Ces évènements conduisent à d'importantes manifestations anti gouvernementale émaillées de violences, une partie de la population accusant le gouvernement d'avoir menti sur les chiffres pré-électoraux afin d'assurer la tenue du scrutin, aux dépens de la santé publique. Les manifestants, dont les regroupements qui s'étalent sur le mois de juillet sont en retour jugés irresponsables par les autorités, critiquent une gestion jugée incohérente et mensongère, qui conduit la situation sanitaire du pays à être estimée pire qu'au cours de la première vague de contamination. Le gouvernement finit en retour par alléger les conditions du confinement, sans pour autant parvenir à mettre fin à la contestation populaire,,.